# Korolistskali
Le Korolistskali (en géorgien ყოროლისწყალი, aussi nommé Karolistskali) est une rivière située sur la côte est de la Mer Noire, plus précisément près de Batoumi, capitale de la république autonome géorgienne d'Adjarie.

## Histoire
Sous l'empire russe, entre 1907 et 1915, le photographe Sergueï Prokoudine-Gorski prit une photo de lui-même sur la rivière Korolistskali. Cette photo est aujourd'hui considérée comme l'une des plus anciennes photos en couleur jamais prises.